# Alois Cipin
Alois Cipin (* 28. Mai 1913 in Wien; † 22. Dezember 1985 ebenda) war ein österreichischer Politiker (ÖVP) und Gewerkschaftssekretär. Cipin war von 1954 bis 1974 Abgeordneter zum Landtag von Niederösterreich. 
Cipin absolvierte eine Lehre als Metallschleifer, wechselte 1934 jedoch in den Textilbereich und absolvierte ab 1940 seinen Militärdienst im Zweiten Weltkrieg, wobei er in Kriegsgefangenschaft geriet, aus der er erst 1946 zurückkehrte. Nach dem Ende des Krieges war Cipin Bezirksparteisekretär und ab 1947 Gewerkschaftssekretär der Textil-, Bekleidungs- und Lederarbeiter. Er fungierte zudem als Landesobmann der christlichen Gewerkschafter, war Vorstandsmitglied der Pensionsversicherungsanstalt der Arbeiter sowie der NÖ Gebietskrankenkasse und wirkte zwischen 1955 und 1970 als Gemeinderat in Ebreichsdorf. Er wirkte zudem zwischen 1959 und 1974 als Vizepräsident der Arbeiterkammer Niederösterreich und war von 1971 bis 1974 ÖAAB-Landesobmannstellvertreter. Zudem vertrat Cipin die Österreichische Volkspartei zwischen dem 10. November 1954 und dem 11. Juli 1974 im Niederösterreichischen Landtag. 